# Oster-Ohrstedt
Oster-Ohrstedt (Øster Ørsted en danois, Aaster Uurst en frison septentrional) est une commune d'Allemagne, située dans le land du Schleswig-Holstein et l'arrondissement de Frise-du-Nord.

## Histoire
La commune d'Ahrenshöft fut mentionnée pour la première fois dans un document officiel en 1438.